# Кетрін Меган Макартур
Кетрін Меган Макартур (англ.  Katherine Megan McArthur; нар. 1971) — астронавтка НАСА, океанографка. Здійснила один космічний політ на шатлі: STS-125 (2009, «Атлантіс»).

## Життєпис

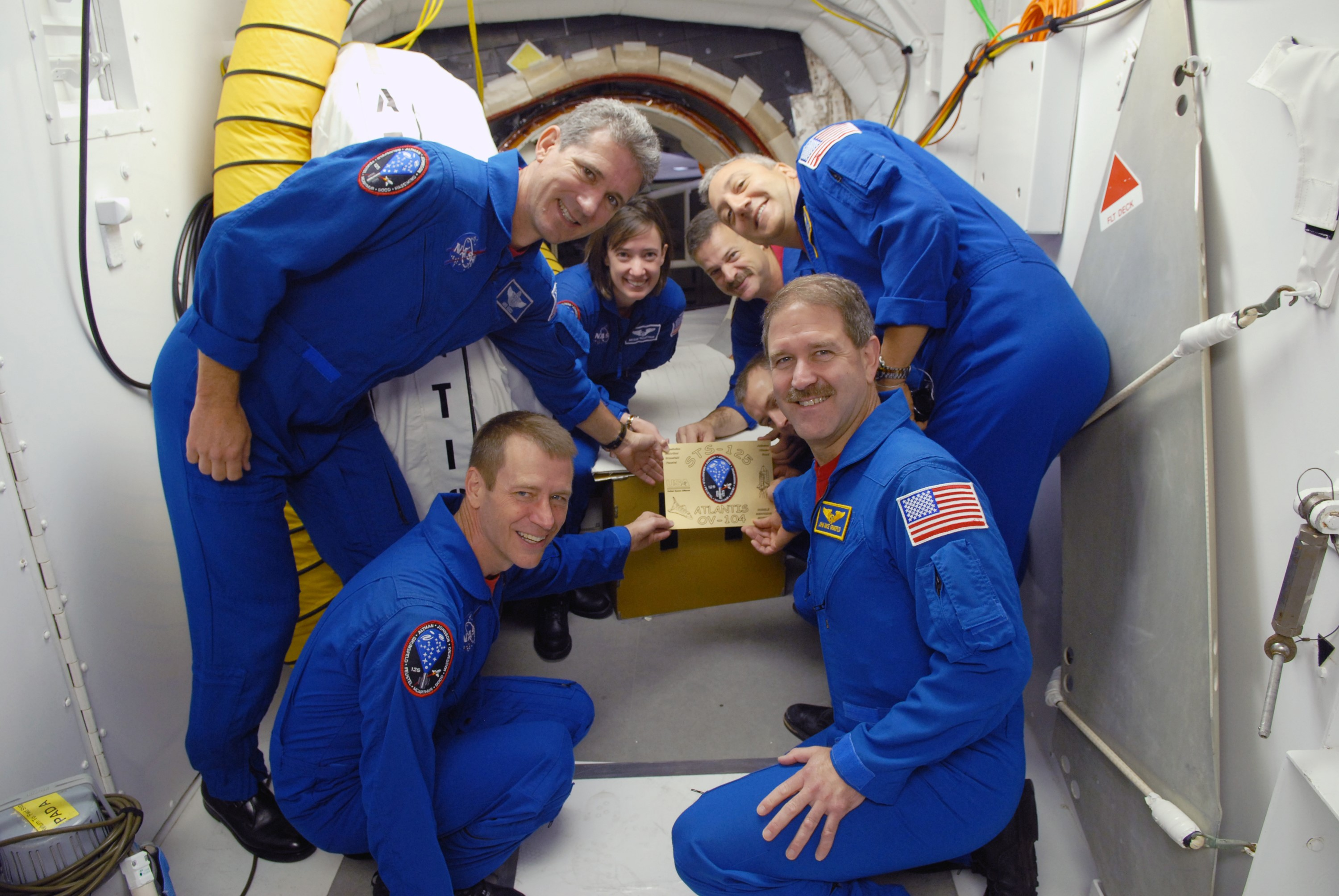
На тренуванні: Макартур у глибині кадру

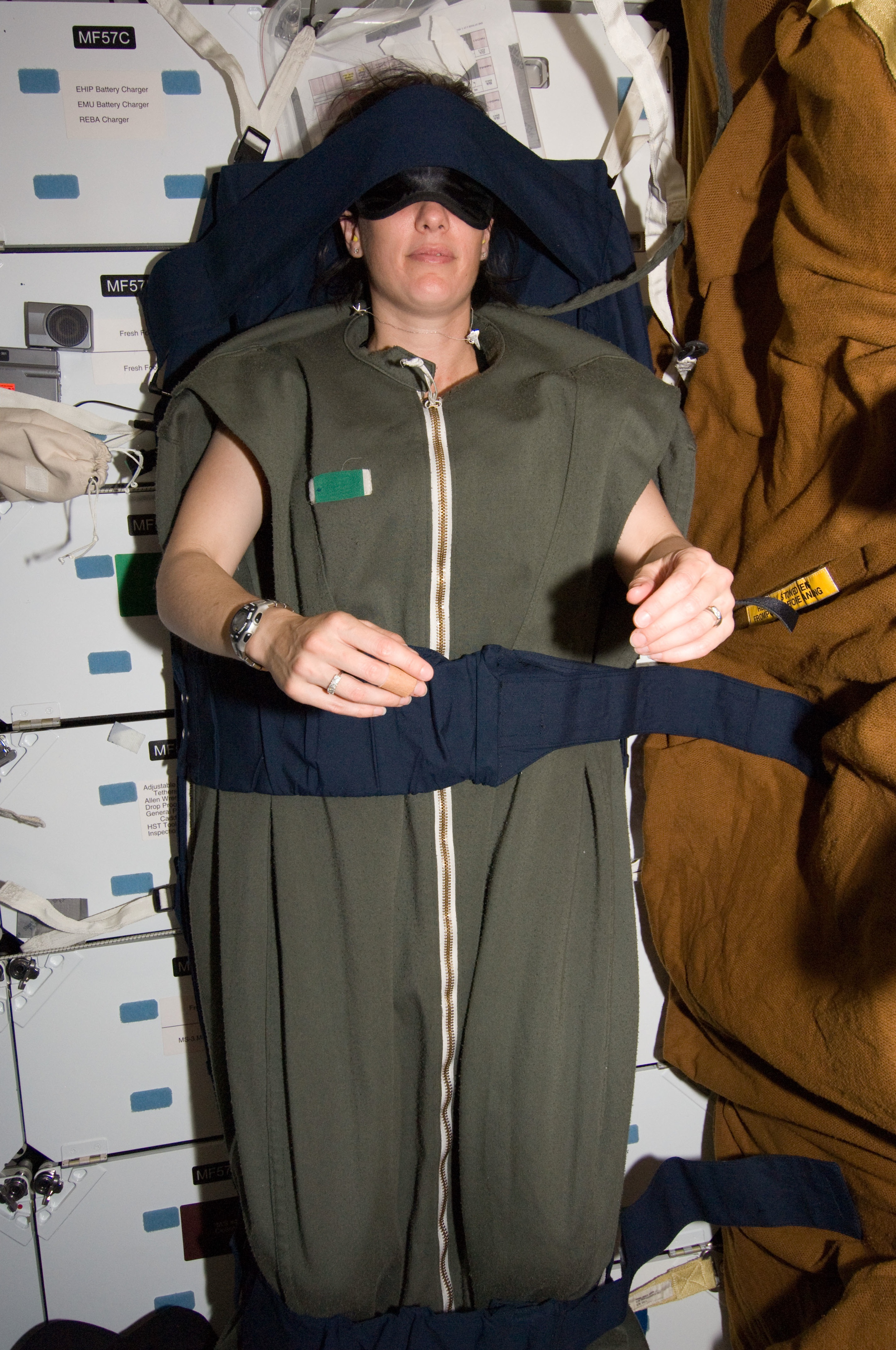
Сон на орбіті

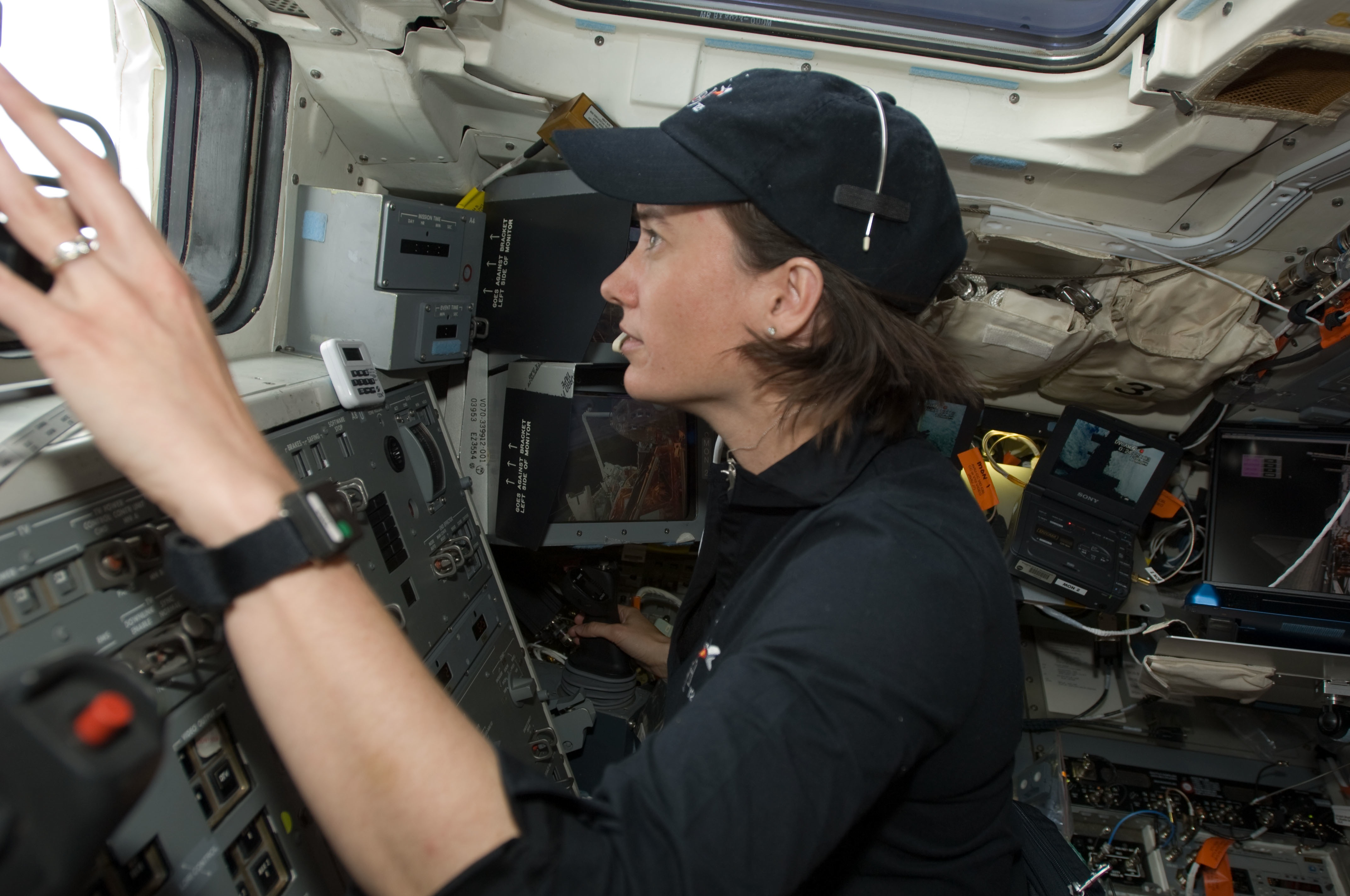
STS-125: Макартур контролює дистанційний маніпулятор

Кетрін Макартур народилася 30 серпня 1971 року у місті Гонолулу, штат Гаваї, але своїм рідним вважає місто Маунтейн-В'ю, Каліфорнія, де у 1989 році закінчила середню школу. У 1993 році здобула ступінь бакалавра в галузі аерокосмічної техніки в Каліфорнійському університеті (Лос-Анджелес). У 2002 році здобулп Ph. D. в галузі океанології в Скриппсовському океанографічному інституті, в Ла-Хоя, місто Сан-Дієго, Каліфорнія.
Чоловік — астронавт НАСА Роберт Бенкен. Батько — Дон Макартур, мати — Кіт Макартур. Її захоплення: підводне плавання, піший туризм, любить готувати.

## Дослідницька робота
З 1993 року працювала в Інституті океанографії при Скриппсовському університеті. Займалася дослідженням поширення звукових коливань у водному середовищі і цифровою обробкою даних. Створила геоакустичну модель розповсюдження хвиль і алгоритм відтворення втрачених даних при їх передачі. Була керівницею дослідницьких робіт в океані. В Інституті займалася випробуванням обладнання під водою, збором і аналізом даних, колекцій морських рослин, тварин і відкладень. Керувала обслуговуванням Інститутського акваріума: 70 000 галонів води з тваринами (годівля і спостереження), проводила екскурсії.

## У НАСА
26 липня 2000 року була зарахована в загін НАСА у складі 18-го набору, кандидаткою в астронавти. Стала проходити навчання за курсом загальнокосмічної підготовки. 2001 року, після закінчення курсу, отримала кваліфікацію «спеціалістка польоту» і призначення в Офіс астронавтів НАСА.

### Польоти
Перший політ — STS-125, шаттл «Атлантіс». З 11 по 24 травня 2009 року як «спеціалістка польоту». Експедиція «Атлантіс» STS-125 до телескопу Хаббл продовжила його працездатність, принаймні до 2014 року. Під час експедиції астронавти встановили на телескопі шість нових гіроскопів стабілізації, шість нових нікель-водневих акумуляторів, новий комп'ютер, який відповідає за обробку даних, нову ширококутну камеру (Wide Field Camera 3) і новий спектрограф космічного випромінювання (Cosmic Origins Spectrograph). Вартість нової ширококутної камери — 126 мільйонів доларів, вартість спектрографа — 81 мільйон доларів. Астронавти «Атлантіса» також відновили працездатність реєструвального спектрографа (Space Telescope Imaging Spectrograph), у якого у 2007 році вийшла з ладу система електроживлення і вдосконалену оглядову камеру (Advanced Camera for Surveys), яка вийшла з ладу в 2007 році. Астронавти також встановили на телескопі вдосконалений датчик точного наведення (fine guidance sensor). Тривалість польоту склала 12 днів 21 год 37 хв.
Загальна тривалість польотів у космос — 12 днів 21 год 38 хв.

## Після польоту
Надає допомогу екіпажам астронавтів на тренуваннях і на борту МКС, працюючи в НАСА в якості заступника начальника оперативного відділу Управління астронавтів МКС. У 2016 році взяла участь у місії НАСА з операцій в екстремальному навколишньому середовищі (NEEMO 21).

## Нагороди та премії
Нагороди: Медаль «За космічний політ» (2009) та багато інших.